# Tamas (peuple)

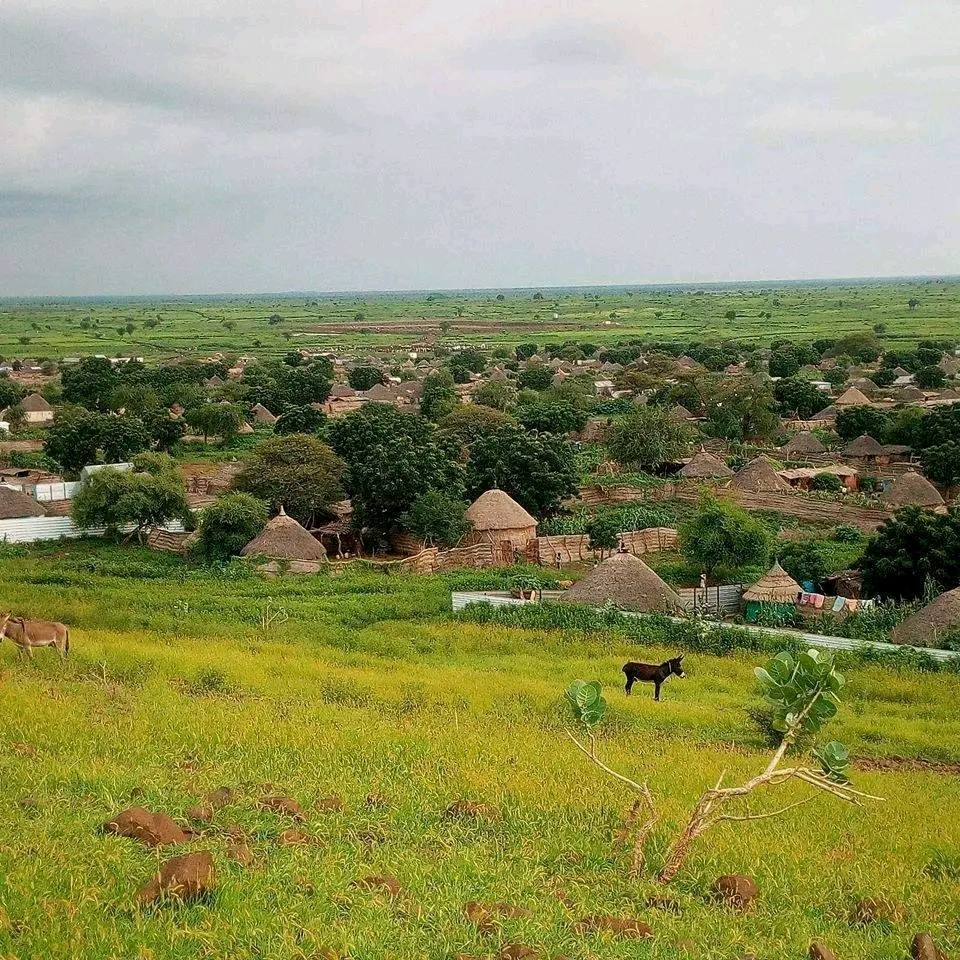
Village de tamas en Afrique orientale

Tama est le nom d'un groupe ethnique africain résidant dans l'est du Tchad, dans la région de Wadi Fira, ainsi que dans l'Ouest du Soudan. Leur capitale, où le sultan réside, est Guéréda.
Les Tamas sont les descendants des Beni Tamims originaires d'Afrique orientale. Ils parlent le tama (en), une langue nilo-saharienne  et pratiquent la religion musulmane. 
La population restante au Tchad est estimé à 4,52 % de la population totale, d’après le recensement de 2009.  
Les Tamas sont une petite communauté de 100 000 personnes environ.  
Connus pour leurs bravoures les Tamas sont parmi les peuples les plus guerriers du Tchad.  